# Sant Joan de Labritja
Sant Joan de Labritja is een gemeente in de Spaanse provincie en regio Balearen met een oppervlakte van 122 km². Sant Joan de Labritja heeft 6.070 inwoners (1 januari 2016). De gemeente ligt op het eiland Ibiza.

## Demografische ontwikkeling
Bron: INE, 1857-2011: volkstellingen
Ibiza-stad · Sant Antoni de Portmany · Sant Joan de Labritja · Sant Josep de sa Talaia · Santa Eulària des Riu